# Missões de serviço do Hubble
As Servicing Missions são missões especiais com os ônibus espaciais para a manutenção do Hubble. As missões são realizadas periodicamente, para instalar novos equipamentos e corrigir problemas ocorridos entre as missões.

## Servicing Mission 1 (SM-1)

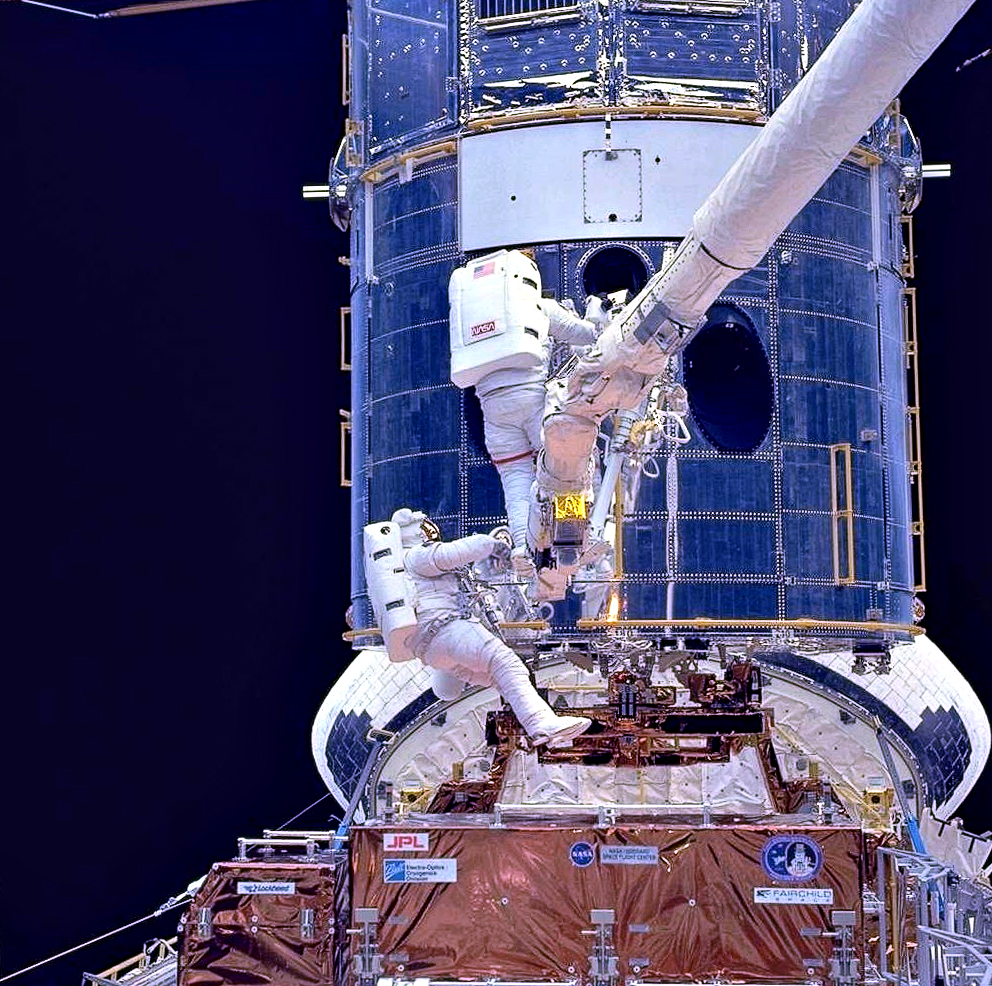
Astronautas fazem os primeiros reparos no telescópio na missão SM-1.

A SM-1, lançada em dezembro de 1993, foi a primeira oportunidade de conduzir a manutenção já planejada no telescópio. Nessa missão, novos instrumentos foram instalados, e o problema no espelho primário do Hubble foi arrumado (consertado) .
Aproveitando a oportunidade, instrumentos do originais do Hubble foram trocados e novos foram instalados:
- COSTAR (Lente de Correção Axial do Telescópio)
- WFPC2 (Câmera Planetária de Longo Alcance 2)
- Painéis solares
- SADE (Dispositivo de Movimentação dos Painéis Solares)
- Magnetômetros
- Novos processadores para o computador de bordo
- Duas Unidades de Controle Giroscópicas.

## Servicing Mission 2 (SM-2)

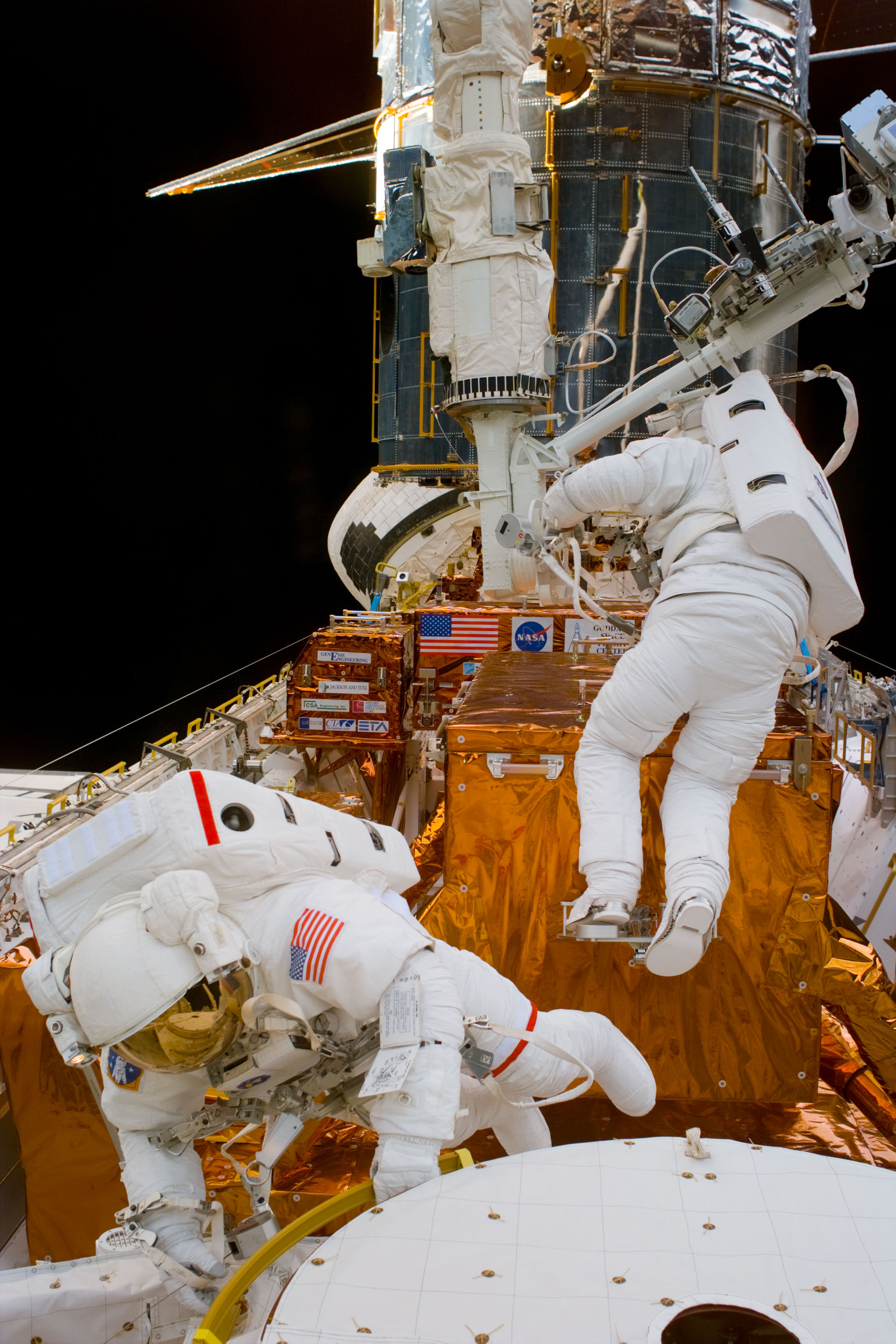
Astronautas consertam o Hubble durante a SM-2.

A segunda Servicing Mission (SM-2) , lançada em 11 de Fevereiro de 1997,  graduou muito a produtividade do telescópio. A instalação de novos instrumentos estendeu o comprimento de ondas do Hubble, permitindo que ele observasse os locais mais distantes do universo.A recolocação de componentes falhados ou degradados da nave espacial aumentou a eficiência e o desempenho.
Três categorias de artigos compuseram a carga da missão:
- Instrumentos científicos para aumentar a produtividade
- Itens para manutenção primários
- Itens para manutenção secundários.

### Novos instrumentos científicos
- STIS (Imageador Espectrográfico do Telescópio)
- NICMOS (Câmera Infravermelha e Espectrômetro para Multiobjetos)

### Instrumentos originais removidos ou trocados
- FGS (Sensor Fino de Orientação)
- OCE-EK (Kit de Reparo do Controle de Óptica Eletrônico)
- RWA (Engrenagens de Controle de Posição)
- SADE (Dispositivo de Movimentação dos Painéis Solares)